# 北河 (酉水)
北河，沅水支流——酉水二源之一的北源，为正源。发源于湖北省恩施土家族苗族自治州的宣恩县椿木营高原的锣鼓圈，流入湖南省龙山县境后复入湖北，流经湖北恩施州的来凤县、重庆市的酉阳土家族苗族自治县和秀山土家族苗族自治县，于秀山石堤镇与南源秀山河汇合后称为“酉水”。